# Sidsjö
Sidsjö är en stadsdel söder om Sundsvalls centrum. Området är uppkallat efter den intilliggande Sidsjön. Här finns det bland annat en slalombacke, Sidsjöbacken, flera fik och olika butiker.
I sjön Sidsjöns nordvästra ände låg mellan 1943 och 2001 Sidsjöns sjukhus, ett mentalsjukhus. Området har de senaste åren genomgått stora förändringar och här finns nu bostäder, friskolor, restaurang och hotell.
Sedan 2001 är sjön och dess strandområde ett kommunalt naturreservat på cirka 226 hektar.